# Барам, Григорий Иосифович
Григорий Иосифович Барам (род. 28 апреля 1948, Ленинград) — советский и российский химик, доктор химических наук, профессор, специалист в области аналитической хроматографии, лауреат Государственной премии СССР (1985).

## Биография
- 1948 — родился 28 апреля в г. Ленинграде
- 1971 — окончил Новосибирский государственный университет, факультет Естественных наук, отделение химии
- 1971—1978 — руководитель группы в Специальном конструкторско-технологическом бюро биологически активных веществ Главмикробиопрома СССР, г. Новосибирск
- 1978—1986 — руководитель группы в Новосибирском институте биоорганической химии Сибирского отделения РАН
- 1985 — лауреат Государственной премии СССР в области техники «за создание метода микроколоночной жидкостной хроматографии, а также первого в мире микроколоночного жидкостного хроматографа и внедрение его в производство» (совместно с М. А. Грачёвым)
- 1986 — кандидат химических наук («Создание метода высокоэффективной микроколоночной жидкостной хроматографии и его применение в химии белков и пептидов»)
- 1987—2005 — заведующий лабораторией, отделом в Лимнологическом институте Сибирского отделения РАН, Иркутск
- 1998 — доктор химических наук («Развитие метода микроколоночной высокоэффективной жидкостной хроматографии и его применение для решения комплексных аналитических задач»)
- 2005—2010 — заместитель генерального директора ООО Институт хроматографии «ЭкоНова», Новосибирск
- 2012-по наст. вр. — профессор, преподаватель кафедры аналитической химии Новосибирского государственного университета, руководитель научно-образовательного центра «Хроматография»

## Научная деятельность

### Научные интересы
Хроматография, аналитическая химия биологически активных веществ, экологии, криминалистики, медицины, лекарственных средств. Компьютерные технологии в области жидкостной хроматографии. Проведение школ-семинаров «ВЭЖХ для всех» (профессор кафедры аналитической химии Новосибирского государственного университета).
Под научным руководством Г. И. Барама защищено 4 кандидатских диссертации.

### Некоторые публикации
- Baram G.I., Grachev M.A., Komarova N.I., Perelroyzen M.P., Bolvanov Yu.A., Kuzmin S.V., Kargaltsev V.V., Kuper E.A. Micro-column liquid chromatography with multi-wavelength photometric detection. // J.Chromatogr., 1983, V. 264, P. 69-90.
- Baram G.I. Portable liquid chromatography for mobile laboratories. I. Aims. // J. Chromatogr. A, 1996, V.728, P.387-399.
- Knorre D.G., Buneva V.N., Baram G.I., Godovikova T.S., Zarytova V.F. Dynamic aspects of affinity labelling as revealed by alkylation and phosphorylation of pancretic ribonuclease with reactive deoxyribodinucleotide derivatives. // FEBS Letters, 1986, V.194, No.1, P.64-68.
- Astanin A.I., Baram G.I. High-pressure liquid chromatography with direct injection of gas sample. // J. Chromatogr. A, 2017, V.1501, P. 167—170.
- Александров М. Л., Галль Л. Н., Краснов Н. В., Николаев В. И., Павленко, В. А., Шкуров В. А., Барам Г. И., Грачев М. А., Кнорре В. Д., Куснер Ю. С. Прямая стыковка микроколоночного жидкостного хроматографа с масс-спектрометром. // Биоорган. химия, 1984, Т.10, № 5, С.710-712..
- Барам Г. И., Грачев М. А., Назимов И. В., Плетнев А. Г., Прессман Е. К., Рубин С. Г., Сальников Я. В., Семашко И. В., Чумаков М. П., Шемякин В. В., Ямщиков В. Ф. Последовательность аминокислот некоторых триптических пептидов белка оболочки вируса клещевого энцефалита. // Биоорган. химия, 1985, Т.11, № 12, С.1677-1679.
- Oikari A.O.J., Baram G.I., Evstafyev V.K., Grachev M.A. Determination and Characterization of Chloroquiacol Conjugates in Fish Bile by HPLC. // Environ. Pollut., 1988, V.55, P.79-87.
- Грачев М. А., Артемова Н. Б., Барам Г. И., Надобнов С. В. Накопление хлорфенолов в рыбах приемных водоемов предприятий целлюлозной промышленности. // Докл. АН СССР, 1989, Т.309, № 2, С.508-511.
- Барам Г. И., Верещагин А. Л., Голобокова Л. П. Микроколоночная высокоэффективная жидкостная хроматография с УФ-детектированием для определения анионов в объектах окружающей среды. // Журнал аналитической химии, 1999, Т.54, № 9, С.962-965.
- Барам Г. И. Развитие метода микроколоночной высокоэффективной жидкостной хроматографии и его применение для исследования объектов окружающей среды. // В кн. «100 лет хроматографии», (ред. Руденко Б. А.), Москва, Наука, 2003, С.32-60.
- Барам Г. И., Рейхарт Д. В., Гольдберг Е. Д., Изотов Б. Н., Родинко М. О., Хазанов В. А. Новые возможности высокоэффективной жидкостной хроматографии в фармакопейном анализе. // Бюллетень экспериментальной биологии и медицины, Т.135, № 1, 2003, С.75-79.
- Азарова И. Н., Кучкина А. Ю., Барам Г. И., Гольдберг Е. Л. Предсказание объёмов удерживания пептидов в градиентной обращенно-фазовой ВЭЖХ. // Биоорганическая химия, 2007, Т.34, № 2, С.171-176.